# راب مورو
 راب مورو (انگلیسی: Rob Morrow؛ زادهٔ ۲۱ سپتامبر ۱۹۶۲) یک هنرپیشه، و کارگردان اهل ایالات متحده آمریکا است.
از فیلم‌ها یا برنامه‌های تلویزیونی که وی در آن نقش داشته است می‌توان به مسابقه تلویزیونی، استراحتگاه خصوصی، هزارتو و دکتر خوب اشاره کرد.